# Alexandra Shipp
Alexandra Ruth Shipp (Phoenix, 16 luglio 1991) è un'attrice statunitense.

## Biografia
Alexandra Shipp è nata e cresciuta a Phoenix da padre afroamericano, musicista di professione, e madre bianca di filosofia buddhista, essendo infatti un'insegnante di Kundalini Yoga. Ha due fratelli, James e Jordan, e una sorella adottata, Kasia.

### Carriera
Shipp ha iniziato a recitare a 14 anni e a 17 si è trasferita a Los Angeles per diventare attrice.
Ottiene il suo primo ruolo di rilievo nel 2013 recitando la parte di K.T. Rush nella terza stagione della serie televisiva Nickelodeon Anubis.
Nel 2016 interpreta il ruolo della supereroina Tempesta in X-Men - Apocalisse, della serie cinematografica sugli X-Men, ruolo che poi riprende nel 2019 nel sequel, X-Men: Dark Phoenix. Nel 2018, ha recitato al fianco del protagonista Nick Robinson e Jorge Lendeborg Jr. nel film di grande successo Tuo, Simon, e con Kathryn Prescott e Lucy Hale in Dude, una produzione Netflix.
Nel 2022 Shipp entra anche nel cast di Barbie, diretto da Greta Gerwig e uscito l'anno successivo.

## Filmografia

### Cinema
- Alvin Superstar 2, regia di Betty Thomas (2009)
- Straight Outta Compton, regia di F. Gary Gray (2015)
- X-Men - Apocalisse (X-Men: Apocalypse), regia di Bryan Singer (2016)
- Tragedy Girls, regia di Tyler MacIntyre (2017)
- Tuo, Simon (Love, Simon), regia di Greg Berlanti (2018)
- Deadpool 2, regia di David Leitch (2018) - non accreditata
- Spinning Man - Doppia colpa (Spinning Man), regia di Simon Kaijser (2018)
- Dude, regia di Olivia Milch (2018)
- X-Men: Dark Phoenix (Dark Phoenix), regia di Simon Kinberg (2019)
- Un viaggio a quattro zampe (A Dog's Way Home), regia di Charles Martin Smith (2019)
- Shaft, regia di Tim Story (2019)
- Jexi, regia di Jon Lucas e Scott Moore (2019)
- Raccontami di un giorno perfetto (All the Bright Places), regia di Brett Haley (2020)
- Endless, regia di Scott Speer (2020)
- Silk Road, regia di Tiller Russell (2021)
- Tick, Tick... Boom!, regia di Lin-Manuel Miranda (2021)
- Barbie, regia di Greta Gerwig (2023)
- Tutti tranne te (Anyone But You), regia di Will Gluck (2023)

### Televisione
- Switched at Birth - Al posto tuo – serie TV, episodio 1x04 (2011)
- Victorious – serie TV, episodio 3x03 (2012)
- Occult, regia di Rob Bowman – film TV (2013)
- Anubis (House of Anubis) – serie TV, 40 episodi (2013)
- Diario di una nerd superstar (Awkward) – serie TV, episodio 3x16 (2013)
- Ray Donovan – serie TV, episodio 2x01 (2014)
- Il tempo della nostra vita (Days of Our Lives) – serial TV, 3 puntate (2014)
- Aaliyah: The Princess of R&B, regia di Bradley Walsh – film TV (2014)
- Drumline - Il ritmo è tutto (Drumline: A New Beat), regia di Bille Woodruff – film TV (2014)
- Your Family or Mine – serie TV, episodio 1x01 (2015)

### Videogiochi
- Telling Lies (2019)

## Doppiatrici italiane
Nelle versioni in italiano delle opere in cui ha recitato, Alexandra Shipp è stata doppiata da:
- Giulia Franceschetti in Tuo, Simon, Doppia colpa, Shaft, Endless, Tutti tranne te
- Veronica Puccio in Un viaggio a quattro zampe, Barbie
- Sabrie Khamiss in X-Men - Apocalisse, X-Men: Dark Phoenix
- Sara Torresan in Straight Outta Compton
- Elena Liberati in Raccontami di un giorno perfetto
- Katia Sorrentino in Anubis
- Eva Padoan in Tick, Tick... Boom!
- Sara Vitagliano in Space Oddity
- Ludovica De Caro in Victorious